# Rodd vid olympiska sommarspelen 2008
Roddtävlingarna vid OS 2008 avgjordes mellan 9 och 17 augusti 2008. Tävlingarna ägde rum på Shunyis olympiska rodd- och kanotstadion i nordöstra Peking (där även långdistanssimningen avgjordes).

## Medaljörer

### Herrar
| Event                                   | Guld | Silver | Brons |
| Singelsculler Detaljer...               | Olaf Tufte (NOR) | Ondřej Synek (CZE) | Mahé Drysdale (NZL) |
| Dubbelsculler Detaljer...               | David Crawshay och Scott Brennan (AUS)                                                                                                  | Tõnu Endrekson och Jüri Jaanson (EST) | Matthew Wells och Stephen Rowbotham (GBR)                                                                                                  |
| Scullerfyra Detaljer...                 | Polen Konrad Wasielewski Marek Kolbowicz Michał Jeliński Adam Korol                                                                     | Italien Luca Agamennoni Simone Venier Rossano Galtarossa Simone Raineri                                                                                  | Frankrike Jonathan Coeffic Pierre-Jean Peltier Julien Bahain Cédric Berrest                                                                |
| Tvåa utan styrman Detaljer...           | Drew Ginn och Duncan Free (AUS) | David Calder och Scott Frandsen (CAN) | Nathan Twaddle och George Bridgewater (NZL)                                                                                                |
| Fyra utan styrman Detaljer...           | Storbritannien Tom James Steve Williams Pete Reed Andrew Triggs-Hodge                                                                   | Australien Matt Ryan James Marburg Cameron McKenzie-McHarg Francis Hegerty                                                                               | Frankrike Julien Desprès Benjamin Rondeau Germain Chardin Dorian Mortelette                                                                |
| Åtta med styrman Detaljer...            | Kanada Kevin Light Ben Rutledge Andrew Byrnes Jake Wetzel Malcolm Howard Dominic Seiterle Adam Kreek Kyle Hamilton Styrman: Brian Price | Storbritannien Alex Partridge Tom Stallard Tom Lucy Richard Egington Josh West Alastair Heathcote Matthew Langridge Colin Smith Styrman: Acer Nethercott | USA Beau Hoopman Matt Schnobrich Micah Boyd Wyatt Allen Daniel Walsh Steven Coppola Josh Inman Bryan Volpenhein Styrman: Marcus McElhenney |
| Lättvikts-dubbelsculler Detaljer...     | Zac Purchase och Mark Hunter (GBR) | Dimitrios Mougios och Vasileios Polymeros (GRE) | Mads Rasmussen och Rasmus Quist (DEN) |
| Lättvikts-fyra utan styrman Detaljer... | Danmark Thomas Ebert Morten Jørgensen Mads Christian Kruse Andersen Eskild Ebbesen                                                      | Polen Łukasz Pawłowski Bartłomiej Pawełczak Miłosz Bernatajtys Paweł Rańda                                                                               | Kanada Iain Brambell Jon Beare Mike Lewis Liam Parsons                                                                                     |

### Damer
| Event                               | Guld | Silver | Brons |
| Singelsculler Detaljer...           | Rumjana Nejkova (BUL) | Michelle Guerette (USA) | Ekaterina Karsten (BLR) |
| Dubbelsculler Detaljer...           | Georgina Evers-Swindell och Caroline Evers-Swindell (NZL)                                                                         | Annekatrin Thiele och Christiane Huth (GER) | Elise Laverick och Anna Bebington (GBR) |
| Scullerfyra Detaljer...             | Kina Tang Bin Jin Ziwei Xi Aihua Zhang Yangyang                                                                                   | Storbritannien Annabel Vernon Debbie Flood Frances Houghton Katherine Grainger                                                                                                | Tyskland Britta Oppelt Manuela Lutze Kathrin Boron Stephanie Schiller                                                                                   |
| Tvåa utan styrman Detaljer...       | Georgeta Damian och Viorica Susanu (ROU)                                                                                          | Wu You och Gao Yulan (CHN) | Julija Bitjyk och Natallja Helach (BLR) |
| Åtta med styrman Detaljer...        | USA Erin Cafaro Lindsay Shoop Anna Goodale Elle Logan Anna Cummins Susan Francia Caroline Lind Caryn Davies styrman: Mary Whipple | Nederländerna Femke Dekker Marlies Smulders Nienke Kingma Roline Repelaer van Driel Annemarieke van Rumpt Helen Tanger Sarah Siegelaar Annemiek de Haan styrman: Ester Workel | Rumänien Constanța Burcică Viorica Susanu Rodica Șerban Enikő Barabás Simona Mușat Ioana Papuc Georgeta Andrunache Doina Ignat styrman: Elena Georgescu |
| Lättvikts-dubbelsculler Detaljer... | Kirsten van der Kolk och Marit van Eupen (NED)                                                                                    | Minna Nieminen och Sanna Stén (FIN) | Tracy Cameron och Melanie Kok (CAN) |

## Medaljtabell
| Pl. | Nation         | Guld | Silver | Brons | Totalt |
| --- | -------------- | ---- | ------ | ----- | ------ |
| 1   | Storbritannien | 2    | 2      | 2     | 6      |
| 2   | Australien     | 2    | 1      | 0     | 3      |
| 3   | Kanada         | 1    | 1      | 2     | 4      |
| 4   | USA            | 1    | 1      | 1     | 3      |
| 5   | Kina           | 1    | 1      | 0     | 2      |
| 5   | Nederländerna  | 1    | 1      | 0     | 2      |
| 5   | Polen          | 1    | 1      | 0     | 2      |
| 8   | Nya Zeeland    | 1    | 0      | 2     | 3      |
| 9   | Danmark        | 1    | 0      | 1     | 2      |
| 9   | Rumänien       | 1    | 0      | 1     | 2      |
| 11  | Bulgarien      | 1    | 0      | 0     | 1      |
| 11  | Norge          | 1    | 0      | 0     | 1      |
| 13  | Tyskland       | 0    | 1      | 1     | 2      |
| 14  | Tjeckien       | 0    | 1      | 0     | 1      |
| 14  | Estland        | 0    | 1      | 0     | 1      |
| 14  | Finland        | 0    | 1      | 0     | 1      |
| 14  | Grekland       | 0    | 1      | 0     | 1      |
| 14  | Italien        | 0    | 1      | 0     | 1      |
| 19  | Belarus        | 0    | 0      | 2     | 2      |
| 19  | Frankrike      | 0    | 0      | 2     | 2      |